# يو إف سي 126
يو إف سي 126: سيلفا ضد بيلفور (بالإنجليزية: UFC 126: Silva vs. Belfort)‏ هو حدث لفنون القتال المختلطة نظمته يو إف سي، أُقيم في 5 فبراير 2011، على ميشيلوب ألترا أرينا في لاس فيغاس، نيفادا، الولايات المتحدة.